# Laura Flores
Laura Aurora Flores Heras (Reynosa, 23 agosto 1963) è un'attrice, cantante e conduttrice televisiva messicana.

## Filmografia

### Cinema
- Siempre en Domingo (1984)
- Comando marino (1990)
- Los Temerarios (1993)

### Telenovelas
- El Combate (1980)
- Mariana, il diritto di nascere (El derecho de nacer) (1981) – serie TV - Amelia
- En Busca del Paraiso (1982) - Yolanda
- Tú Eres Mi Destino (1984) - Rosa Martha
- Gli anni felici (Los Años Felices) (1984) - María
- Gli anni passano (Los Años Pasan) (1985) - María
- Ave Fénix (1986) - Paulina
- La mia piccola solitudine (Mi pequeña Soledad) (1990) - Dulce María
- La Pícara Soñadora (1991) - Gloria
- Clarisa (1993)
- El Amor Tiene Cara de Mujer (1994) - Victoria
- Vuelo del águila (1996) - Carlota
- Marisol (1996) - Sandra Lujan
- El Alma no Tiene Color (1997)  - Guadalupe Roldán
- Gotita de Amor (1998) - María Fernanda
- Tres Mujeres (1999) - Sandra María Aguirre
- Siempre te Amaré (2000)  - Victoria Castellanos/Amparo Rivas
- Cómplices al rescate (2002)
- Piel de otoño (2004) - Lucia Villareal
- Mundo de Fieras (2006) - Regina de Martinez
- Destilando Amor (2007) (partecipazione speciale) - Priscilla
- Al Diablo con los Guapos (2007-2008) - Luciana Belmonte
- En nombre del amor (2008) - Camila Ríos
- Un refugio para el amor (2011) - Roselena Torres Landa
- Llena de Amor (2010-2011) Ernestina Pavon "Netty"
- Reina de corazones (2014)
- My Perfect Family  (2018)
- Juntos el corazón nunca se equivoca (2019)

## Spettacoli televisivi
- Noche a Noche (1980)
- Preparatoria (1983)
- Juntos (1984)
- Bestia Nocturna (1985)
- La rueda de la fortuna (1995), ospite
- Hoy (1998), hostess
- Cuento de navidad (1999)
- La década furiosa (2003)
- Bajo el mismo techo (2005)
- Hoy (2008), ospite

## Discografia
- Barcos de papel (1983)
- Preparatoria (1984)
- De corazón a corazón (1985)
- Fruto prohibido (1987)
- Para vivir feliz (1988)
- Eterna Navidad (1989) Con todos los artistas de EMI de ese año.
- Desde hoy (1990)
- Cuando el amor estalla (1991)
- Nunca hagas llorar a una mujer (1995)
- Me quedé vacía (1997)
- Te voy a esperar (2000)
- Contigo o sin ti (2002)
- Morir de amor (2004)
- Soy yo (2007)
- Soy yo con Banda y Mariachi (2008)
- Ni te pares por aquí (2009)
- Desde mi corazón (2012)